# 데본기 말기 대멸종
데본기 말기 대량절멸(영어: Late Devonian extinction)은 지구 역사상 있었던 5번의 주요 대량절멸 사건 중 하나이다. 가장 중심적인 대량절멸 사건인 켈바세르 사건(Kellwasser event)은 지금으로부터 3억 7600만년에서 6,000만년 전인 데본기 말기 파멘세 시기 시작되었다. 이 시기 일어난 대량절멸로 모든 과의 19%와 모든 속의 50%가 절멸하였다. 기록된 두번째 대량 멸종인 하겐베르크 사건은 데본기가 끝날 때 일어났다.
데본기 후기 생물다양성이 심각하게 파괴되었으나 이렇게 대량절멸이 있었던 기간이 정확하게 어느 정도였는지는 알지 못하며 대략적으로 50만년에서 2,500만년 사이의 기간 동안 일어난 것으로 추정되는데 이는 데본기 중기 말엽 지베세에서 파멘세 끝 사이의 범위에 해당한다. 최신 연구에서는 대략 300만년 간격으로 여러 원인과 일련의 절멸 펄스가 일어난 것으로 추정되나 여전히 데본기 말기에 두 번의 순간적인 대량절멸이 일어난 것인지, 일련의 약간 작은 절멸이 꾸준히 지속된 것인지는 확실하게 알지 못한다. 일부 연구자들은 데본기 말기의 대량절멸은 지베세, 프라스세, 파멘세 말까지 대략 2,500만년에 걸쳐 7번의 뚜렷한 절멸 사건이 쭉 일어난 것으로 보기도 한다.
데본기 말부터 육지는 식물과 곤충이 장악하기 시작한다. 바다에는 산호와 스트로마토포로이데아가 만든 수많은 암초가 있었다. 또한 유라메리카와 곤드와나가 판게아라는 하나의 대륙으로 수렴하기 시작한다. 대량절멸은 보통 해양생물에서만 일어난 것으로 추정된다. 이 시기 완족동물, 삼엽충, 산호를 만드는 생물이 큰 타격을 입었으며 특히 산호초를 만드는 생물은 거의 완전히 절멸하였다. 이런 멸종이 일어난 원인은 아직까지 밝혀지지 않았다. 주요 원인의 가설로는 해수면 변화 및 해양 무산소 사건 등이 있는데 이런 사건이 일어난 원인은 전 지구적인 한랭화나 해양 화산활동 때문인 것으로 추정된다. 또한 스웨덴의 실랸 고리 사건과 같이 외계에서의 혜성이나 소천체가 충돌하여 일어났다는 가설도 있다. 일부 통계적 분석에서는 생물다양성 감소는 절멸이 많아저서 일어난 것이 아니라, 반대로 종분화가 감소하여 일어난 것이라고 주장하기도 한다. 이는 단일한 절멸 사건이 일어난 것이 아닌, 전방위적인 외래종 침입이 일어난 것이라는 의미기도 하다. 턱이 있는 유악류는 켈바세르 사건과 같은 데본기 말 주요 대량절멸 시기에 거의 영향받지 않았으나 무악류는 파멘세가 끝날 무렵에는 몇몇 속을 빼고는 사실상 절멸하였다.

## 절멸 과정 및 시기
절멸률은 데본기 2,000만년에서 2,500만년에 달하는 시간 동안 배경절멸률보다 더 높은 수치를 기록했다. 절멸률이 눈에 띄게 높았던 시기는 약 8-10개의 사건으로 구분할 수 있으며 그 중 2개 사건이 가장 큰 사건이었다. 켈바세르 사건은 생물다양성 손실이 가장 오랫동안 강하게 이어졌던 기간이었다. 뒤이어 있었던 석탄기 첫 1,500만년간의 화석 기록에서는 육상동물의 화석이 거의 없으며 이는 데본기 말 하겐베르크 사건과도 연관이 있는 것으로 추정된다. 이 거대한 간격을 로머의 간격이라고 부른다.

### 켈바세르 사건
켈바세르 사건은 독일 니더작센주 켈바세르탈(Kellwassertal)이라는 이름의 특정 지역을 본딴 이름으로 프라스세-파멘세 경계 부근에서 일어난 일종의 '멸종 맥박'을 부르는 명칭이다. 데본기 후기 대량절멸에 대한 대부분의 기록은 해양 무척추동물 기록이 급감하기 시작한 것이 확인된 이 '켈바세르 사건'으로부터 시작한다. 두 개의 별개의 무산소 혈암층이 나타나는데 이를 보아할 때 2번의 대량절멸이 매우 짧은 시간 간격을 두고 연달아 일어난 것으로 추정하기도 한다.

### 하겐베르크 사건
하겐베르크 사건은 데본기-석탄기 경계 또는 그 바로 직전에 일어난 사건으로 대량절멸 기간 일어난 마지막 순간의 대멸종이다. 이 시기 지층은 무산소 혈암층과 바로 위 사암층으로 이루어져 있다. 켈바세르 사건과는 달리 하겐베르크 사건은 육지 및 해양 생물 양쪽 모두에게 영향을 준 것으로 추정된다.

## 대량절멸의 원인
켈바세르 사건과 관련된 절멸사건은 오랜 기간 일어났으므로 특정한 단일 원인을 집어 설명하는 것은 불가능하며 실제로 원인과 그에 따른 영향을 분리하는 것은 매우 어렵다. 지층 퇴적물 기록에서는 데본기 말엽이 급격한 환경 변화가 나타난 시기였으며 이 변화가 유기체에 직접적인 영향을 끼쳐 절멸 사건을 일으킨 것으로 보인다. 하지만 이 인과관계조차 논쟁의 여지가 많다.
데본기 중기 말에서 대본기 후기까진 퇴적물 지층에서 여러 환경 변화를 암시하는 기록이 나타난다. 이에는 해양 심층부의 광역적인 무산소화, 석탄 매장량의 점진적인 증가, 특히 열대 지방 및 암초 서식지의 심각한 저서생물의 쇠퇴와 절멸 등이 있다. 또한 프레스세-파멘세 켈바세르 사건 즈음엔 급격한 해수면 변화를 나타내는 증거를 발견했는데 급격한 해수면 변화는 무산소성 침전물 발생과 관련이 깊다. 하겐베르크 사건 즈음에도 급격한 해수면 변화가 보이며 이는 빙하로 인한 급격한 해수면 감소가 원인인 것으로 보인다.

## 같이 보기
- 대량절멸

## 참고 문헌
- McGhee, George R. (1996년 1월 1일). 《The Late Devonian Mass Extinction: The Frasnian/Famennian Crisis》. Columbia University Press. 9쪽. ISBN 978-0-231-07505-3. 2015년 7월 23일에 확인함.
- Racki, Grzegorz, "Toward understanding Late Devonian global events: few answers, many questions" in  Jeff Over, Jared Morrow, P. Wignall (eds.), Understanding Late Devonian and Permian-Triassic Biotic and Climatic Events, Elsevier, 2005.